# Ross 248
Ross 248 (lub HH Andromedae) – jedna z gwiazd najbliższych Słońcu, leży w gwiazdozbiorze Andromedy w odległości ok. 10 lat świetlnych od Słońca. Jasność wizualna tego czerwonego karła to 12,29m. Jest ona gwiazdą rozbłyskową. Przynależy do typu widmowego M5,5 V (zob. diagram Hertzsprunga-Russella).